# پیز سان جون
پیز سان جون (به لاتین: Piz San Jon) یک کوه در سوئیس است که در کانتون گراوبوندن واقع شده‌است. پیز سان جون ۳٬۰۹۳ متر بالاتر از سطح دریا واقع شده‌است.